# 科德斯 (伊利諾伊州)
科德斯（英語：Cordes）是位於美國伊利諾伊州華盛頓縣的一個非建制地區。該地的面積和人口皆未知。

## 地理
科德斯的座標為38°17′46″N 89°27′26″W / 38.29611°N 89.45722°W，而該地的平均海拔高度為154米（即505英尺）。